# Komitet za suvozemni transport
Komitet za suvozemni transport je komitet u okviru Sektora saobraćaja (engl. Transport division) Ekonomske komisije Ujedinjenih nacija za Evropu. Njegov rad se odvija kroz podkomitete u okviru kojih je formiran veći broj radnih grupa. Najvažniji rezultat dugogodišnjeg rada ovoga sektora je čak 55 međunarodnih sporazuma i konvencija koje obezbeđuju zakonski i tehnički okvir za razvoj drumskog, železničkog, unutrašnjeg vodnog i kombinovanog transporta u regionu. Ovi međunarodni sporazumi, od kojih se mnogi primenjuju i u zemljama koje nisu članice ECE, odnose se na različitu problematiku saobraćaja za koju su odgovorne Vlade zemalja članica i koja ima značajan uticaj na međunarodni transport. Ovo uključuje koherentnu međunarodnu infrastrukturnu mrežu, ujednačene i pojednostavljene procedure prelaska granica i ujednačena pravila i propise koji imaju za cilj obezbeđenje visokog nivoa efikasnosti, sigurnosti i zaštite životne sredine u okviru saobraćajne delatnosti. Pomenuti sporazumi i konvencije, koje se stalno ažuriraju, pravno povezuju zemlje potpisnice u oblasti saobraćaja. Prema problematici na koju se odnose, ovi sporazumi i konvencije mogu se podeliti u sedam grupa i to su: 
- saobraćajna infrastruktura,
- drumski saobraćaj i saobraćajni znakovi i signalizacija,
- drumska vozila,
- ostali zakonski instrumenti koji se odnose na drumski saobraćaj (radni uslovi, takse, ekonomski propisi, privatna svojina),
- olakšice pri prelasku granice,
- transport opasnih materija i
- transport kvarljive robe.

Naša zemlja je, osim u periodu ekonomskih i političkih sankcija, aktivno učestvovala u radu ovog sektora i potpisala je, ratifikovala je i primenljuje veći broj pomenutih sporazuma i konvencija. Jedan od najznačajnijih je i "Sporazum o usvajanju jednoobraznih tehničkih propisa za vozila sa točkovima, opremu i delove koji mogu biti ugrađeni i/ili korišćeni na vozilima sa točkovima i uslovima za uzajamno priznavanje homologacija dodeljenih na osnovu ovih propisa", raniji naziv: "Sporazum o usvajanju jednoobraznih uslova za homologaciju i uzajamno priznavanje homologacije opreme i delova motornih vozila" (sporazum je donet u Ženevi 20.03.1958. godine, a prihvaćen je i ratifikovan od strane tadašnje FNRJ uredbom o ratifikaciji od 15.04.1962. godine). U okviru ovog sporazuma dosada je doneto 113 ECE pravilnika a u pripremi je još nekoliko. Ovom pravilnicima su definisani zahtevi i načini ispitivanja, kako motornih vozila u celini, tako i njihovih delova i opreme, i to u pogledu bezbednosti i ekoloških karakteristika. Na osnovu ovih pravilnika vrši se homologacija motornih vozila i njihovih delova i opreme. Naša zemlja je usvojila i primenjuje 55 ECE pravilnika. Primena usvojenih pravilnika je obavezna i reguliše se odgovarajućim Uredbama, odnosno Naredbama, koje donosi vlada Srbije i koje se objavljuju u službenom glasniku. Za sprovođenje ovih pravilnika nadležan je Savezni zavod za standardizaciju.

## Spoljašnje veze
- Zvanična stranica Sektora saobraćaja (језик: енглески)